# 220-kV-Leitung Ludersheim–Aschaffenburg–Borken

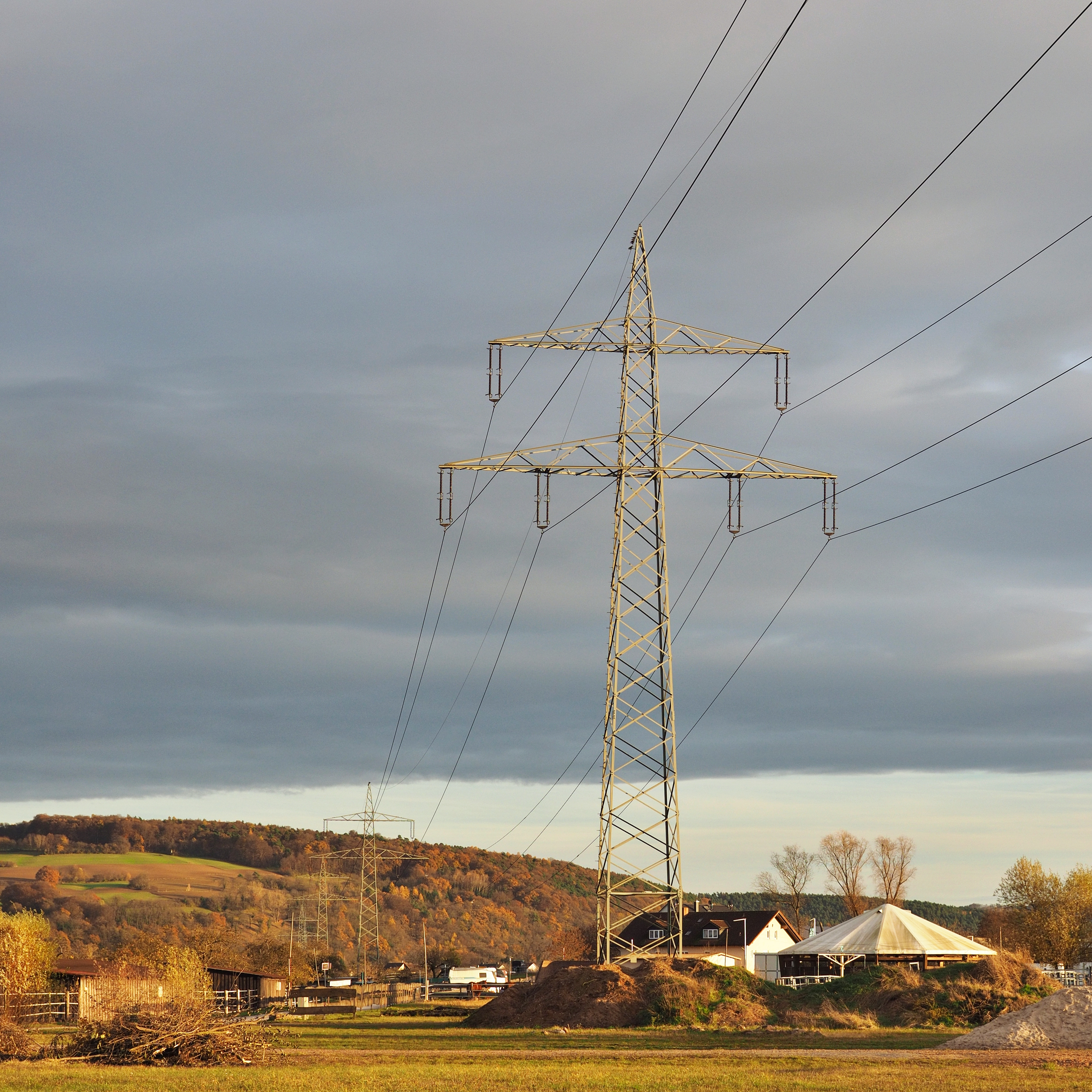
Die 220-kV-Leitung im Abschnitt zwischen Trennfeld und Aschaffenburg auf Originalmasten bei Großwallstadt

Die 220-kV-Leitung Ludersheim–Aschaffenburg–Borken war ursprünglich eine Drehstrom-Hochspannungsfreileitung für 220 kV Spannung, die das Umspannwerk Ludersheim mit dem Umspannwerk Aschaffenburg verband, von dem sich zwei weitere Leitungen zum Umspannwerk Kelsterbach und zum Umspannwerk Borken fortsetzten. Das Gesamtsystem wurde zwischen 1949 und 1951 in Betrieb genommen und war das erste größere Leitungsbauprojekt nach dem Zweiten Weltkrieg in Deutschland.
Ihr Bau wurde notwendig, nachdem die sowjetische Militäradministration im Zuge von Reparationen Infrastruktur auf dem Gebiet ihrer Besatzungszone demontierte. Bereits 1941 wurde Bayern über die Reichssammelschiene aus dem mitteldeutschen Braunkohlerevier an das reichsweite 220-kV-Netz angeschlossen, das sich bis nach Österreich erstreckte. Die Demontagen von Umspannwerken und Freileitungsabschnitten schnitten Bayern vom Rest des deutschen Höchstspannungsnetzes ab, weshalb eine Direktverbindung auf der damals höchsten Spannungsebene zu den beiden anderen großen deutschen Energieversorgern, dem RWE und der PREAG, relativ zügig realisiert wurde. Neben dem Bayernwerk, dessen erste Höchstspannungsleitung das Bauprojekt war, beteiligten sich auch das RWE und die PREAG am Leitungsbau.
Noch heute sind große Teile des Leitungssystems in Betrieb, lediglich der größte Teil der Leitung zwischen Aschaffenburg und Borken wurde 1991 demontiert, um durch eine 380-kV-Leitung ersetzt zu werden. Abschnitte der Leitung Aschaffenburg–Kelsterbach sind auf kürzeren Strecken abgebaut worden oder mit 110 kV Spannung in Betrieb.

## Vorgeschichte

### Situation vor dem Zweiten Weltkrieg
In den 1910er Jahren entstanden in Deutschland die ersten Verbundnetze mit regionalem Schwerpunkt. Meist speisten diese ihre elektrische Energie aus großen Kraftzentralen und transportierten sie auf Leitungen mit bis zu 50 kV Spannung zu den Verbrauchern. 1911 baute die Aktiengesellschaft Lauchhammer die weltweit erste 110-kV-Leitung zwischen Lauchhammer und Riesa. Rund ein Jahrzehnt später, nach Ende des Ersten Weltkriegs, begann eine immer größere Expansion der Energieversorgungsunternehmen. Insbesondere das RWE dehnte sich von seinem angestammten Gebiet an Rhein und Ruhr durch den Kauf von Kohlegruben und Kraftwerken immer weiter aus, sodass ihr 110-kV-Netz für den Transport der immer größeren Energiemengen nicht mehr ausreichte. Anfang der 1920er Jahre entstanden die ersten ambitionierten Pläne, den Sprung auf eine doppelt so hohe Spannung wie bisher zu wagen. Tatsächlich begannen 1923 die Planungs- und schon 1924 die Bauarbeiten für die Nord-Süd-Leitung, die weltweit erste Verbundleitung für elektrischen Strom. Ab 1930 ermöglichte dieses 600 km lange Leitungssystem, je nach Verfügbarkeit Energie entweder aus den rheinischen Braunkohle- oder den alpinen Wasserkraftwerken ins Verbundnetz einzuspeisen. Auch schlossen sich mehrere süddeutsche Unternehmen, die als Bestandteil der Lahmeyer-Gruppe zum RWE gehörten, an das Verbundsystem an, womit die Energie über große Teile Süd- und Westdeutschlands verteilt werden konnte.
Die Preußische Elektrizitäts-AG, kurz PREAG, 1927 aus drei Vorgängerunternehmen durch den preußischen Staat gegründet, initiierte nach Vorbild des RWE ebenfalls einen Verbundbetrieb, der in diesem Fall zwischen hessischer Braunkohle am Kraftwerk Borken, Wasserkraft am Edersee und dem Verbrauchsschwerpunkt im Großraum Hannover realisiert wurde. Die 1929 gebaute Leitung Lehrte–Borken–Edersee bildete das Kernstück des preußischen Höchstspannungsnetzes, das in der Zeit des Nationalsozialismus um eine Ost-West-Schiene zwischen Ruhrgebiet und mitteldeutschem Revier erweitert wurde und mehrere Kraftwerksstandorte miteinander verband.
Die Elektrowerke AG (EWAG) gingen zur Zeit des Ersten Weltkriegs aus der Braunkohlenwerk Golpa-Jeßnitz AG hervor und waren ein Versuch des Deutschen Reichs, Energieerzeugung zentral zu steuern. Hierfür wurde 1923 als Dachgesellschaft die VIAG gegründet, an der neben der Energieversorgung auch an Unternehmen der Aluminium-, Chemie- und Stickstoffindustrie beteiligt waren. Die Ende der 1920er Jahre immer wieder aufgeflammten Streitigkeiten um die Absicherung der Liefergebiete machten den Abschluss von Verträgen zwischen den einzelnen Unternehmen nötig. Im Sommer 1927 einigten sich RWE und PREAG über die Aufteilung ihrer Einflussgebiete, im Januar 1928 PREAGa und EWAG, was als (Erster) Elektrofrieden bezeichnet wurde. Der Beitritt der Westdeutschen Elektrizitäts AG unter Führung des RWE zur Aktiengesellschaft für deutsche Elektrizitätswirtschaft unter Beteiligung von PREAG, Bayernwerk und EWAG als Zweiter Elektrofrieden machte durch Beilegung aller Streitigkeiten ein gesamtdeutsches Verbundnetz erst möglich.
Die Nationalsozialisten stellten die gesamte Energieversorgung des Deutschen Reiches 1935 unter die Aufsicht des Reichswirtschaftsministeriums und forcierten ihren Ausbau. Mit Kriegsbeginn zentralisierte man das Verbundnetz noch weiter und setzte einen Reichslastverteiler ein, der sicherstellen sollte, dass die elektrische Energie immer in ausreichenden Mengen an als kriegswichtig erachteten Industrieanlagen ankam. Zwischen 1938 und 1941 errichtete die EWAG mit der Reichssammelschiene eine rund 800 km lange 220-kV-Leitung zwischen Helmstedt und Ernsthofen. Fokus dieser großen Anlage war die Versorgung der Industrie in Mitteldeutschland, am Inn zwischen Mühldorf und Passau sowie in Linz. Bei Kriegsende existierte bereits ein reichsweites 220-kV-Leitungsnetz, das alle großen Industriezentren miteinander verband und hauptsächlich durch das RWE, die PREAG und die EWAG realisiert wurde. Zwischen den Netzen der drei Unternehmen existierten mehrere Gemeinschafts- oder Verbundleitungen.

### Unterbrechung des Verbundbetriebs
Nach Kapitulation der Wehrmacht wurde als Beschluss der Konferenz von Teheran Deutschland und Österreich in jeweils vier Besatzungszonen aufgeteilt. In der sowjetischen Besatzungszone kam es sehr bald nach Kriegsende zu umfangreichen Demontagen von Eisenbahnen, Kraftwerken, Umspannwerken und Freileitungen. Teils wurden die Anlagen in ihrer Gänze abgebaut und in die Sowjetunion abtransportiert, häufig traf dieses Vorgehen allerdings nur Teile der Anlagen. So standen die Abschnitte der Reichssammelschiene auf sowjetischem Besatzungsgebiet besonders im Fokus, da es sich um die zu diesem Zeitpunkt einzige Leitung dort handelte, die mit einer Spannung oberhalb der 110 kV betrieben wurde. Komplett demontiert wurden das 220-kV-Umspannwerk Marke sowie ein Stromkreis dieser Leitung. Im Umspannwerk Remptendorf wurde der Haupt- und Regeltransformator 1 abgebaut, da dieser an die Leitungsverbindung nach Ludersheim (Bayern) und damit in die amerikanische Zone angeschlossen war, wirkte sich dies erheblich auf die Versorgungssicherheit im bayerischen Raum aus.
Schon kurz nach Kriegsende veranlasste die US-amerikanische Militärregierung, die bayerischen Kraftwerke und Leitungen wieder betriebsfähig zu machen. Da sich nur noch 5 % des Netzes im ungestörten Betrieb befanden, stand zunächst der Ausbau weiterer Leitungskapazitäten im Vordergrund – viele der bisher trotz zweikreisiger Auslegung nur einkreisig belegten Leitungen des Bayernwerks erhielten zu dieser Zeit ihren zweiten Stromkreis. Diese Maßnahme war Ende 1947 im Wesentlichen abgeschlossen.
Das Bayernwerk, welches mangels genügend eigener Kraftwerkskapazitäten auf die Einspeisung aus dem EWAG-Netz angewiesen war, wurde nun vor ein Problem gestellt. Da die bayerischen Abschnitte der Reichssammelschiene nach wie vor im Besitz der EWAG waren, diese aufgrund der sowjetischen Vorgaben ihre Aufgaben aber nicht mehr im benötigten Umfang ausführen konnte, kam es innerhalb des Unternehmens zur Herausbildung zweier unterschiedlicher Standpunkte: Leonhard Wolf, damals bayerischer Landeslastverteiler (die Lastverteiler-Struktur der NS-Zeit wurde mehr oder weniger übernommen), plädierte schon im Oktober 1945 für die Eingliederung des verbliebenen westdeutschen EWAG-Netzes in das des Bayernwerks – ohnehin betraf dies nur den rund 300 km langen bayerischen Abschnitt der Reichssammelschiene mit den Umspannwerken Ludersheim und St. Peter, wobei letzteres trotz Lage in Österreich auch für das Bayernwerk eine große Bedeutung besaß. Adolf Wächter, Mitglied des Aufsichtsrats des Bayernwerks, forcierte ab Mitte 1946 dagegen die Anbindung des Bayernwerks an das westdeutsche 220-kV-Verbundnetz. Eine Übernahme des EWAG-Besitzes wäre so nicht nötig gewesen, vielmehr sollte das Bayernwerk selbst den Sprung auf die 220 kV Spannung durchführen.
Zwischen 1947 und Februar 1949 erlaubte die sowjetische Militäradministration der EWAG noch übergangsweise die Ausfuhr elektrischer Energie, die in den Braunkohlekraftwerken ihrer Besatzungszone erzeugt wurde, über die Verbindung Remptendorf–Ludersheim an das Bayernwerk. Grund war die wieder gestiegene Stromerzeugung im mitteldeutschen Revier, die über die teilweise Rückgabe von Reparationsleistungen ermöglicht wurde. Zuletzt betrug diese Menge 8.646.000 kWh. Dennoch war seitens des Bayernwerks schon frühzeitig ein noch weitergehender Ausbau des bayerischen Leitungsnetzes für nötig erachtet. Um 1946 rückte der Vorstand des Bayernwerks von der Forderung Wolfs ab, Anlagen anderer Unternehmen auf bayerischem Gebiet zu übernehmen, und konzentrierte sich auf Wächters Vorhaben, den Aufbau einer überregionalen Verbundwirtschaft mit benachbarten Energieversorgern.
Das Verhältnis mit dem benachbarten RWE war zu dieser Zeit durch dessen Dominanz im bayerischen Gebiet geprägt. Dieses besaß neben ihrer Lahmeyer-Tochterfirma Lechwerke noch Anteile an den Isarwerken. Beide Unternehmen dominierten die Energieversorgung im südlichen Bayern und drängten somit das Bayernwerk immer mehr vom Markt. Ein weiterer Streitpunkt zwischen den beiden Energieversorgern war der Kampf um die Nutzung der bayerischen Wasserkräfte: Das RWE mit den Lechwerken nutzte Anlagen entlang des Lechs und der Iller, die Keimzelle des Bayernwerks bildete das Walchenseekraftwerk in den Voralpen südlich von München. Bis die Ende 1946 aufgenommenen Verhandlungen zwischen RWE und Bayernwerk zu einer Einigung führten, dauerte es noch fast vier Jahre: Die Neuenahrer Verträge vom 9. September 1950 grenzten die Liefergebiete zwischen beiden ab, das RWE überließ dem Bayernwerk ihre Anteile an der Bayerischen Wasserkraftwerke AG (BAWAG) und es wurde eine Einigung über eine gegenseitige Stromlieferung erzielt.

## Realisierung

### Planungsarbeiten
Bedingt durch die Situation, in der sich das Bayernwerk nach Kriegsende befand, wurden schon Ende 1946 Verhandlungen zwischen Bayernwerk und den benachbarten Energieversorgern RWE und PREAG aufgenommen. Statt wie bisher nach Norden orientierte man sich für den Bezug weiterer Kraftwerksleistungen für das bayerische Netz nach Westen. In erster Linie stand eine Anbindung des Ruhrgebiets ans Netz des Bayernwerks sowie der bayerischen VIAG-Tochtergesellschaften im Raum. Die Verhandlungen verliefen zügig, sodass man sich auf eine Anbindung des bayerischen Netzes auf der 220-kV-Ebene einigte, die an den relativ nah an Bayern liegenden Umspannwerken Kelsterbach des RWE und Borken der PREAG erfolgen sollte.
Die Trassenplanung für die neue Leitung wurde im Februar 1947 abgeschlossen und der Genehmigungsantrag bei der amerikanischen Militärregierung in Wiesbaden eingereicht. Gleichzeitig wurden die Baufirmen Brown, Boveri & Cie., Siemens-Schuckertwerke und Starkstrom-Anlagen AG mit den Arbeiten an der Trasse beauftragt. Über das Stadium der Trassenfindung kam das Bauprojekt jedoch lange nicht hinaus: Die amerikanische Militärregierung verweigerte der PREAG die Genehmigung für den Bau ihres Trassenabschnitts auf hessischem Gebiet bis Borken. Das Verwaltungsamt der Wirtschaft der britischen Besatzungszone in Minden teilte dem Bayernwerk zu dieser Zeit auch nicht die benötigten Baustoffe zu, was durch den allgemeinen Materialmangel der Nachkriegszeit begründet war. Ende des Jahres 1947 war die Trassenführung auf bayerischem Gebiet bis auf ein 50 km langes Teilstück bei Würzburg festgelegt und das neu zu errichtende 220-kV-Umspannwerk im Raum Aschaffenburg konzipiert.

### Bau der Leitung
Der eigentliche Leitungsbau begann schließlich 1948. Es gelang, die benötigten technischen Komponenten in der sowjetischen Besatzungszone aufzutreiben: Unter Vermittlung von Richard Bergner lieferte das Elektroarmaturenwerk Johannes Wilhelm Hofmann aus Radebeul Isolatoren und Aufhängungen für Leiterseile. Da die Genehmigung für die Verbindung Aschaffenburg–Borken erst später erteilt wurde, waren die Bauarbeiten in diesem Bereich in Verzug. Der Abschnitt Aschaffenburg–Kelsterbach konnte wegen der bereits erteilten Genehmigung gleichzeitig mit der Strecke Ludersheim–Aschaffenburg errichtet werden. Das Bayernwerk war hier nur für den Bau auf bayerischer Seite bis zur hessischen Landesgrenze zuständig, auf hessischer Seite war das RWE beim Bau ausführend.
Am 14. Dezember 1949 wurde auf den fertiggestellten Strecken Ludersheim–Aschaffenburg und Aschaffenburg–Kelsterbach der erste 220-kV-Stromkreis in Betrieb genommen. Erstmals seit Kriegsende war das bayerische 220-kV-Netz – das bisher nur aus dem bayerischen Abschnitt der ehemaligen Reichssammelschiene bestand – wieder mit dem restlichen deutschen Netz auf dieser Ebene verbunden. Da das Umspannwerk Aschaffenburg zu diesem Zeitpunkt noch nicht fertiggestellt war, wurde der Stromkreis direkt von Ludersheim nach Kelsterbach geführt. Die Inbetriebnahme dieser Leitungsverbindung wurde am 12. Dezember 1949 mit einem Festakt begangen, bei dem die Vorstände des Bayernwerks, des RWE und der PREAG anwesend waren. Gefeiert wurde an diesem Tag die „elektrische Wiedervereinigung des gesamtdeutschen 220-kV-Rings“, obwohl die 220-kV-Abschnitte der sowjetischen Zone, aus der am 7. Oktober 1949 die Deutsche Demokratische Republik hervorging, den Verbundbetrieb nicht mit aufrechterhielt – schon 1948 wurde die Energieversorgung zentralisiert und in „Energiebezirke“ aufgeteilt. Tatsächlich wurde an diesem Tag aber erstmals der Parallelbetrieb zwischen den Netzen des RWE und des Bayernwerks aufgenommen.
Der Bau der Leitung nach Kelsterbach auf hessischem Gebiet ging einher mit einer Umverlegung der bestehenden Freileitungen, die von Süden aus zum Umspannwerk Kelsterbach führten. Schon 1939, als der erst 1936 errichtete „Flug- und Luftschiffhafen Rhein-Main“ unter das Kommando der Luftwaffe gestellt wurde, war eine Verlegung der genannten Leitungen vorgesehen, um den Flugbetrieb nicht zu beeinträchtigen. Man ging damals von Kosten in Höhe von 3 Millionen Reichsmark aus. Die US-amerikanische Militärregierung, die seit März 1945 mit ihren Truppen den Flughafen besetzte, baute die Start- und Landebahn auf 1800 m Länge aus. Da die Reichsautobahn Frankfurt–Darmstadt unmittelbar östlich an das Flughafengelände angrenzte, konnte die Erweiterung nur nach Westen hin erfolgen. Die nun wieder als nötig erachtete Verlegung der Freileitungen nach Westen wurde 1946 aufgrund von Materialmangel beim Bau neuer Freileitungsmasten erneut aufgeschoben.
Um die neue Leitung dennoch von Süden her an das Umspannwerk Kelsterbach anzuschließen, baute man 5 km westlich des bestehenden Trassenbands eine neue Leitung, die anschließend entlang der vorbereiteten Trasse für die Reichsautobahn Frankfurt–Nürnberg wieder nach Osten ins Umspannwerk führt. Auf diese verlegte man die Kreise der bisher westlichsten Leitung der bisherigen Trasse. Die neue von Aschaffenburg her kommende Leitung wurde auf die frei gewordene 220-kV-Leitung der bisherigen Trasse gelegt. Als 1955 die Bundesrepublik Deutschland wieder die Hoheit über den Luftverkehr erlangte, nahm der zivile Flugverkehr stetig weiter zu. Im Jahr 1956 führte das RWE schließlich die Verlegung aller Leitungen aus dem Trassenband heraus nach Westen durch. Entlang der neuen westlichen Trasse wurde eine 190 m breite Schneise gerodet und die drei Freileitungen parallel zur vierten verlegt.
Der Leitungsabschnitt zwischen Aschaffenburg und Borken wurde in zwei Abschnitten Ende 1950 und im Frühjahr 1951 zusammen mit dem Umspannwerk Aschaffenburg fertiggestellt. Auch hier war das Bayernwerk nur bis zur bayerisch-hessischen Landesgrenze für den Bau zuständig, auf hessischer Seite bis Borken führte die PREAG die Arbeiten aus.

## Technische Daten

### Masten
Wie bei der Reichssammelschiene verwendete man bei dieser Leitung Donaumasten, die allerdings keine Erdseiltraverse, sondern eine einzelne Mastspitze zur Aufnahme eines Erdseils hatten. Sowohl die vom Bayernwerk und von der PREAG gebauten Teilstücke verwendeten baugleiche Masten. Erstmals wurden bei einer 220-kV-Leitung statt den bisherigen Blockfundamenten Einzelfundamente bei allen Masten verwendet.
In der Festschrift Denkschrift anläßlich ihres 25 jährigen Bestehens 1927–1952 der PREAG findet sich eine schematische Zeichnung eines Tragmasten der Leitung. Demnach ist ein standardisierter Mast 35 m hoch (25 m zur obersten Traverse, 5 m Mastspitze), die beiden Traversen liegen 6,5 m übereinander. Zu beiden Seiten ist der Mast (untere Traverse) um 10 m ausladend. Die Betonfundamente ragen 2,5 m ins Erdreich hinein, wobei sich die einzelnen Fundamentblöcke in einem Quadrat mit 4 m Kantenlänge voneinander entfernt befinden.
Der Leitungsabschnitt nach Kelsterbach verwendete auf hessischer Seite, da hier das RWE ausführend beim Bau war, keine Donau-, sondern Tannenbaummasten in der schon seit ca. 1928 verwendeten Bauweise mit A-förmiger Mastspitze. Der Übergang lag direkt an der hessisch-bayerischen Landesgrenze westlich von Stockstadt.

### Leiterseile
Verwendet wurden Einzelleiter mit 350 mm² Querschnitt, wie es zur damaligen Zeit bei 220-kV-Leitungen üblich war. Die heute üblichen Bündelleiter setzten sich im großen Stil erst einige Jahre später durch (Erste 220-kV-Bündelleitung 1953 in Italien). Dennoch waren die hier verbauten Leiterseile mit 111 mm² Stahlkern und Aluminiummantel eine Neuentwicklung. Durch den damaligen Materialmangel bedingt, wurde dieses Leiterseil allerdings nicht auf der gesamten Leitung verbaut. Teilweise wurden auch die eigentlich veralteten Kuper-Hohlseile mit 210 mm² Durchmesser verwendet.

## Verlauf

### Ludersheim–Aschaffenburg
Die Leitung beginnt an einem Portalmasten vorm Umspannwerk Ludersheim, über den auch die Stromkreise der Reichssammelschiene sowie der Leitung nach Schwandorf verlaufen. Zunächst in südwestliche, dann in westliche Richtung werden die Bundesautobahnen 3, 9, 73 und 6 überquert. Dabei führt die Leitung quer durch mehrere große Waldgebiete südlich von Nürnberg und schließlich über den Main-Donau-Kanal. Anschließend geht es nordwestlich quer durch das hügelige Gebiet westlich von Nürnberg, an Roßtal und Dietenhofen vorbei, ehe bei Bad Windsheim das Tal der Aisch erreicht wird. Unmittelbar an der Leitungstrasse liegt der von der US Army genutzte Flugplatz Illesheim.
Südwestlich von Uffenheim wird die Bundesautobahn 7 überquert und die Leitung führt in nordwestlicher, später nördlicher Richtung quer durch den Ochsenfurter Gau. Teilweise verläuft die Trasse recht nah an der Landesgrenze zu Baden-Württemberg. Unmittelbar am Autobahndreieck Würzburg-West wird die Bundesautobahn 3 zum zweiten Mal überquert und die Leitung schwenkt in westliche Richtung zum Main hin, der südlich von Marktheidenfeld überquert wird. Anschließend wird zum dritten Mal die Bundesautobahn 3 überquert und der Spessart erreicht, der in westlicher Richtung durchquert wird. Bei Kleinwallstadt erreicht die Leitung erneut den Main und dreht nach Norden, um dem Tal des Untermains entlang nach Aschaffenburg zu führen.
In Raitersaich bei Roßtal und Trennfeld bei Marktheidenfeld wurde die Leitung nachträglich in ein in der Nähe der Trasse errichtetes Umspannwerk eingeschleift. Das Umspannwerk Aschaffenburg wird nicht mehr in der 220-kV-Ebene betrieben, sodass die Leitung heute durchgehend von Trennfeld her kommend weiter auf der ehemals zum Umspannwerk Borken führenden Trasse weiter nach Großkrotzenburg führt.

### Aschaffenburg–Borken
Von der ehemaligen Verbindung der Umspannwerke Aschaffenburg und Borken existieren heute noch zwei Teilstücke am nördlichen und südlichen Ende. Von Aschaffenburg her kommend quert die Leitung den Main und führt in nördlicher Richtung über die Bundesautobahn 3, dann am westlichen Rand des Vorspessarts bei Alzenau entlang. In der Nähe der hessisch-bayerischen Landesgrenze bei Albstadt endet der heute noch bestehende Teil der Leitung, wo sie nach Westen zum Umspannwerk Großkrotzenburg verschwenkt.
Der heute nicht mehr bestehende Abschnitt verlief von Albstadt bis Birstein in der Trasse der heutigen 380-kV-Leitung Großkrotzenburg–Dipperz. Dieser verlief weiter nach Norden, überquerte die Kinzig und die Bundesautobahn 66, ehe bei Hain-Gründau die Höhen des Vogelsbergs erreicht wurden. Die nun nach Nordosten verlaufende Trasse führte östlich an den höchsten Erhebungen des Gebirgsmassivs vorbei und schwenkte bei Grebenhain wieder in nördliche Richtung.
Der zweite, heute noch bestehende Teil beginnt bei Lauterbach und ist Teil der 110-kV-Verbindung Lauterbach–Borken. Dieser quert östlich von Alsfeld die Bundesautobahn 5 und verlässt östlich von Schwalmstadt das hügelige Gebiet, um das Schwalmtal zu erreichen. Weiter in nördliche Richtung verlaufend, ist das Umspannwerk Borken erreicht, wobei es sich bei der heutigen Anlage nicht um die ehemalige Kraftwerksschaltanlage handelt, in die die Leitung früher mündete. Das heutige 380-/110-kV-Umspannwerk entstand in den 1970er Jahren und ist ein wichtiger Knotenpunkt im deutschen Höchstspannungsnetz.
Beim Umbau des letztgenannten Abschnitts in eine 110-kV-Leitung wurden lediglich die Isolatoren getauscht. Zusätzlich entstanden Leitungsabzweige zu den Umspannwerken Alsfeld und Ottrau. Beim Abbau der Leitung zwischen Lauterbach und Birstein (dies geschah um 1991, da in diesem Jahr die heutige 380-kV-Leitung in Betrieb genommen wurde) ließ man zwei Masten stehen, um sie als Siedlungsplatz für Vögel zu nutzen.

### Aschaffenburg–Kelsterbach
Auch von der Koppelleitung zwischen Bayernwerk und RWE zwischen Aschaffenburg und Kelsterbach bestehen heute nur noch zwei separate Abschnitte. Das Teilstück vom Umspannwerk Aschaffenburg, das durch bebautes Gebiet von Stockstadt am Main führte, wurde mit Umstellung des genannten Umspannwerks auf 380 kV abgebaut. Der Abschnitt von Stockstadt nach Babenhausen existiert noch auf Originalmasten und ist heute mit einem 110-kV-Stromkreis in Betrieb. In diesem Bereich wird die hessisch-bayerische Landesgrenze überquert, wobei auf bayerischer Seite Donaumasten und auf hessischer Seite Tannenbaummasten verwendet werden. Zwischen Babenhausen und Urberach besteht die Leitung heute nicht mehr, dieser führte bis Eppertshausen nach Westen, von dort parallel zur durch den Odenwald führende 220-kV-Leitung nach Nordwesten.
Hinter Urberach existiert wieder ein Abschnitt der Leitung, der heute mit einem 220-kV-Stromkreis in Betrieb ist. Dieser führt parallel zur erstgenannten 220-kV-Leitung und zur ursprünglich vom Kraftwerk Dettingen kommenden 110-kV-Leitung nach Westen, an Offenthal, Egelsbach und Mörfelden vorbei. Im Bereich des Frankfurter Flughafens umgehen diese Leitungen die Startbahn West weitläufig und führen nach Nordosten, später nach Norden auf niedrigen Einebenenmasten. Vorm Umbau des Umspannwerks Kelsterbach führten die Leitungen entlang der Bundesautobahn 3 zur alten 220-kV-Schaltanlage. Mit dem Bau der Landebahn Nordwest wurden die Leitungen nördlich der Autobahn verkabelt und führen als Erdkabel unter der Landebahn hindurch zum neuen Umspannwerk.
In den 1970er Jahren wurde diese Leitungsverbindung erstmals unterbrochen, als das Umspannwerk Urberach großflächig erweitert und ans 380-kV-Netz angeschlossen wurde. Die Relation Aschaffenburg–Urberach wurde etwa 2003 aufgelassen, mit Ausnahme eines Teilstücks zwischen Babenhausen und Stockstadt, das auf der 110-kV-Ebene betrieben wird, wurde die Leitung in diesem Bereich abgebaut.

### Tabellarische Übersicht der ursprünglichen Leitungen
| Abschnitt                 | Inbetriebnahme | Ursprünglicher Betreiber |
| ------------------------- | -------------- | ------------------------ |
| Ludersheim–Aschaffenburg  | Dezember 1949  | Bayernwerk               |
| Aschaffenburg–Kelsterbach | Dezember 1949  | Bayernwerk, RWE          |
| Aschaffenburg–Borken      | Frühjahr 1951  | Bayernwerk, PREAG        |

## Demontagen und heutiger Zustand
Der längste Abschnitt des Leitungssystems zwischen den Umspannwerken Ludersheim und Aschaffenburg ist heute noch auf der 220-kV-Ebene in Betrieb, unterbrochen durch die Umspannwerke Raitersaich und Trennfeld, in die die Leitung eingeschleift wurde. Auf den Teilstrecken Ludersheim–Raitersaich und Raitersaich–Trennfeld sind die beiden verlegten Stromkreisen zu einem einzigen parallelgeschaltet.
Das 220-kV-Umspannwerk Aschaffenburg wurde in den 2000er Jahren durch eine 380-kV-Anlage ersetzt und an die Leitung Großkrotzenburg–Grafenrheinfeld angebunden. Die von Ludersheim bzw. Trennfeld her kommende Leitung wurde daher am Umspannwerk vorbei nahtlos auf die weiter nach Großkrotzenburg führende Trasse durchgebunden.
Von der ehemaligen Leitung Aschaffenburg–Borken ist heute nur ein kleiner Abschnitt zwischen Aschaffenburg und Alzenau-Albstadt in Betrieb, der dort auf eine kombinierte 220-/110-kV-Leitung zum Umspannwerk des Kraftwerks Staudinger in Großkrotzenburg führt. Der zweite Abschnitt zwischen Lauterbach und Borken ist noch auf den Originalmasten verlegt und trägt heute zwei 110-kV-Stromkreise. Die durchgehende 220-kV-Leitung Aschaffenburg–Borken bestand bis etwa 1991, als diese durch die 380-kV-Leitung Großkrotzenburg–Dipperz ersetzt und damit entbehrlich wurde. Mit Stilllegung des Kraftwerks Borken im selben Jahr gibt es dort auch kein 220-kV-Umspannwerk mehr. Südlich von Lauterbach, bei Ober-Moos, wurden zwei Masten beim Abbau der Leitung (bei 50°27'1"N 9°20'35"E und bei 50°27'59"N 9°20'56"E) stehen gelassen, da man dort die Ansiedlung von Fischadlern seitens des NABU Hessen plante. Allerdings wurden die Masten nie tatsächlich von diesen angenommen.

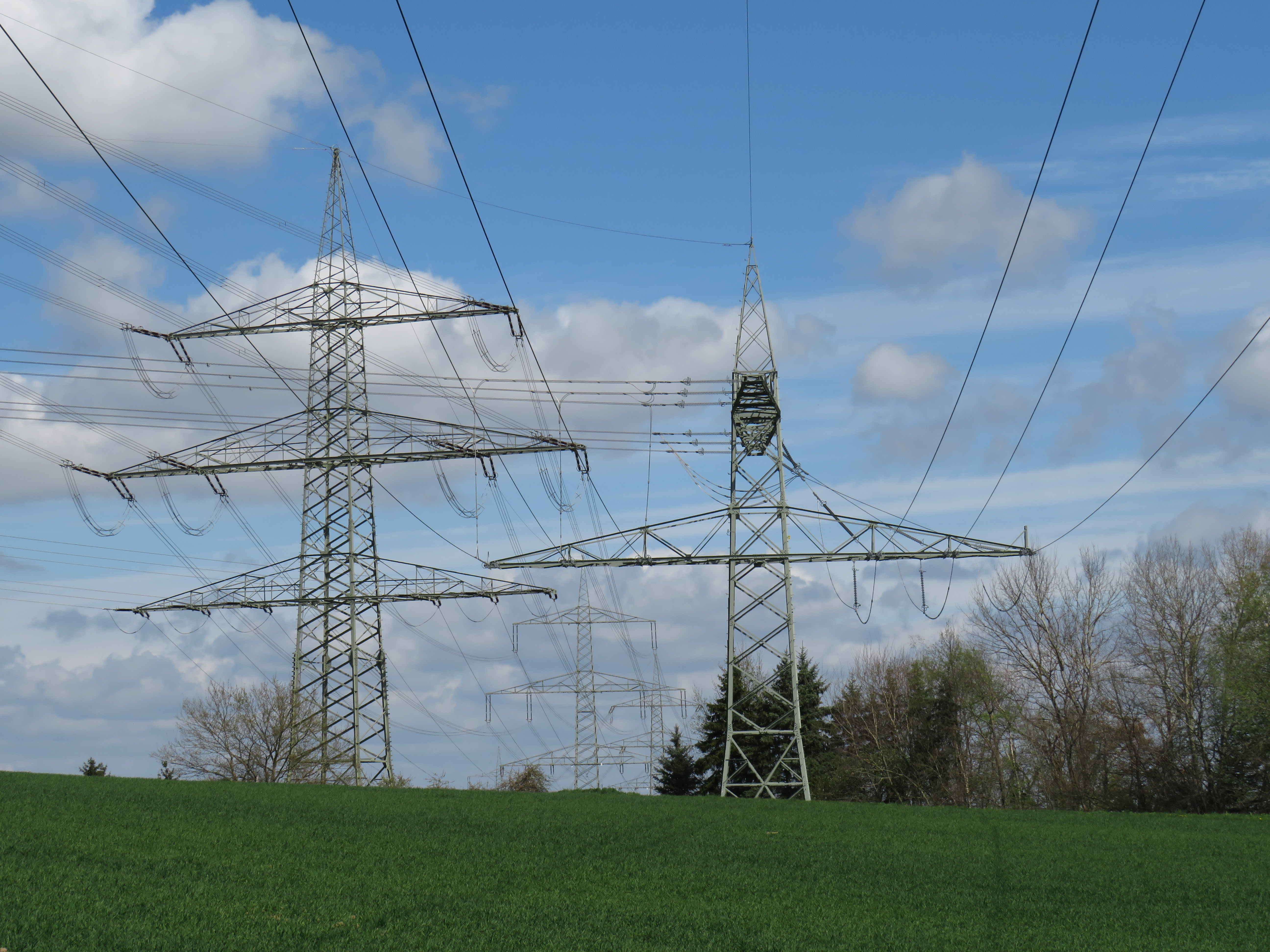
Der südliche heute noch bestehende Abschnitt endet heute bei Albstadt und zweigt nach Großkrotzenburg ab
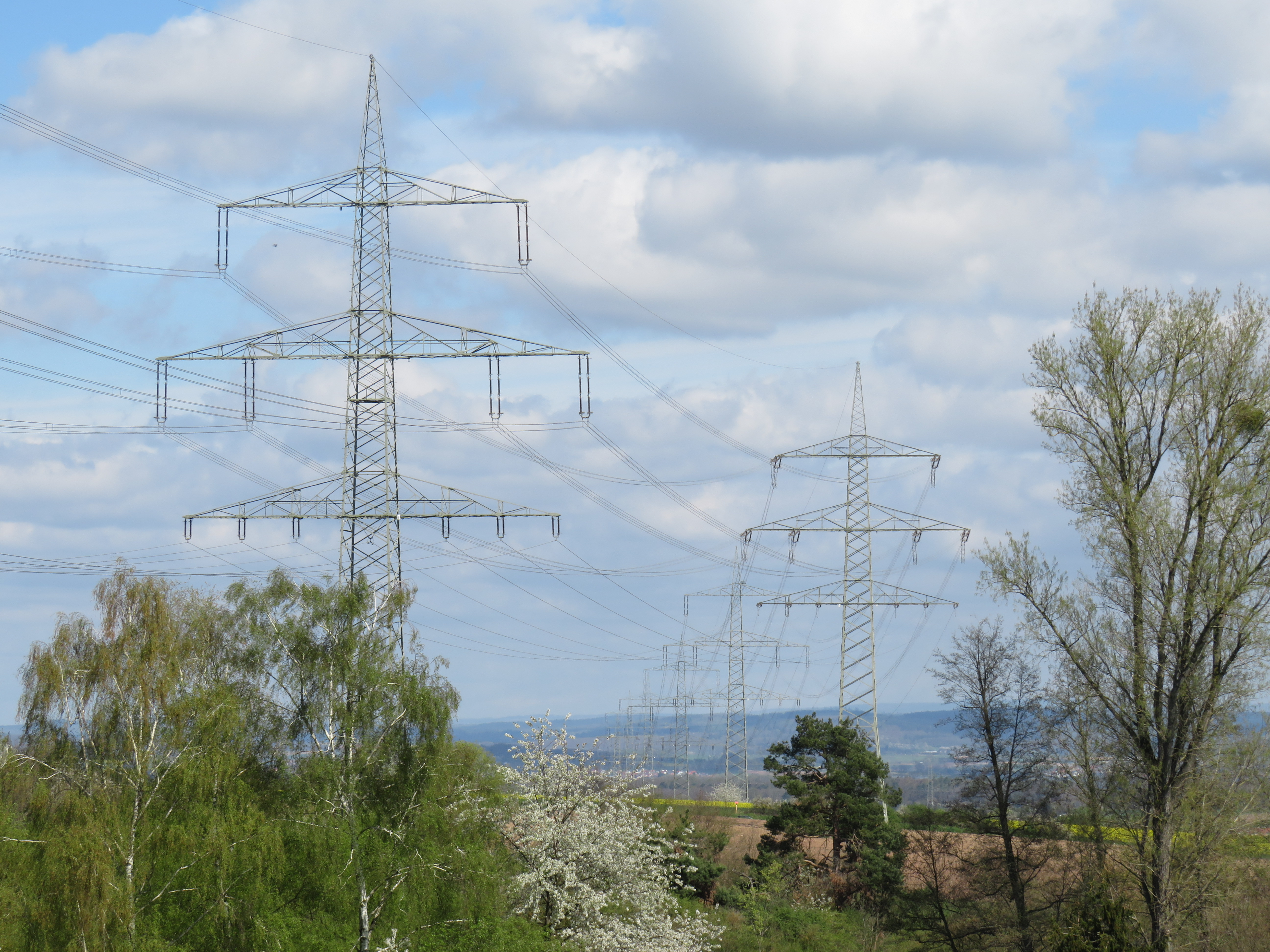
In großen Teilen der früheren Trasse verläuft heute die 380-kV-Leitung Großkrotzenburg–Dipperz
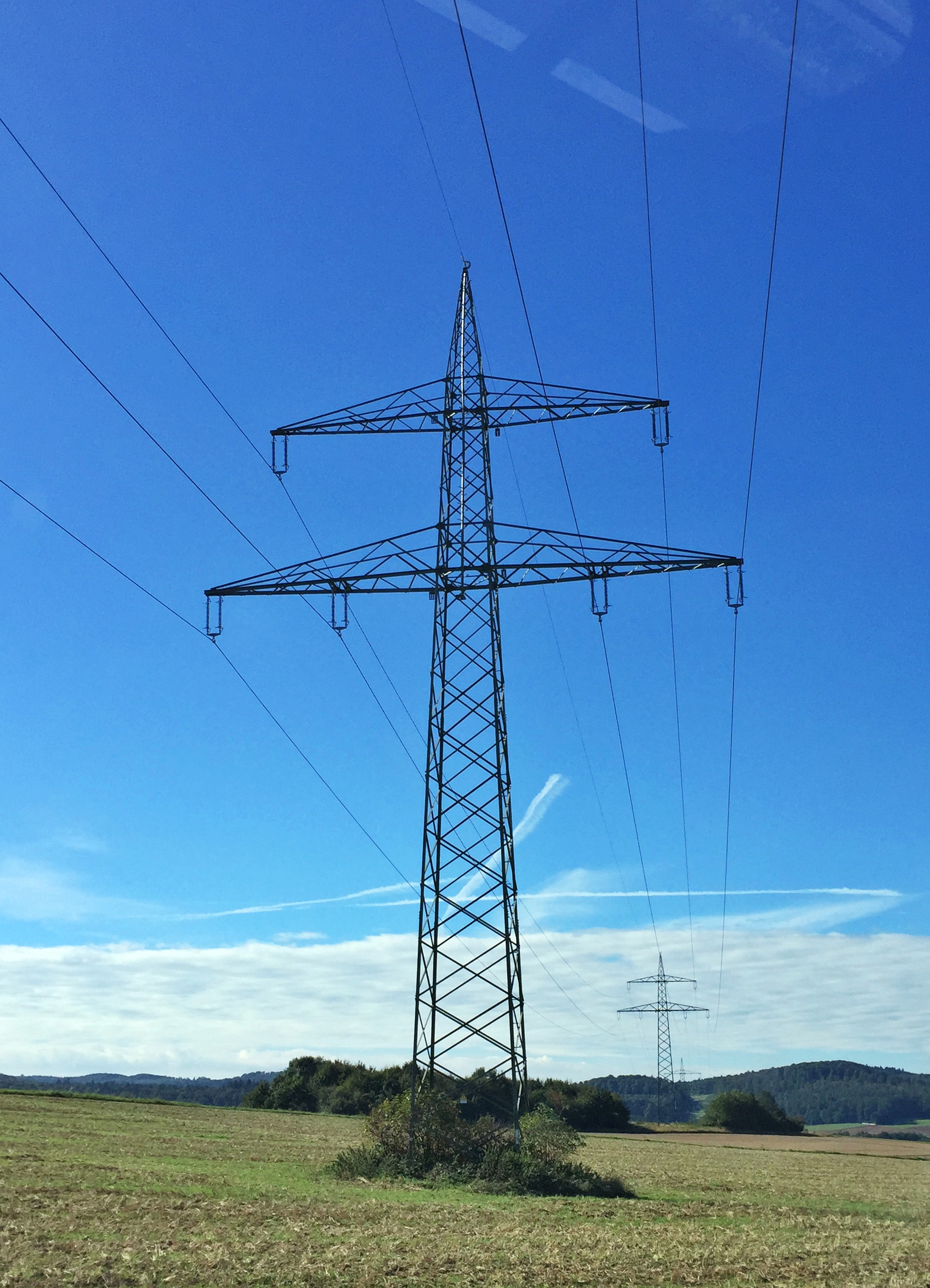
Zwischen Lauterbach und Borken ist die Leitung heute mit zwei 110-kV-Stromkreisen in Betrieb
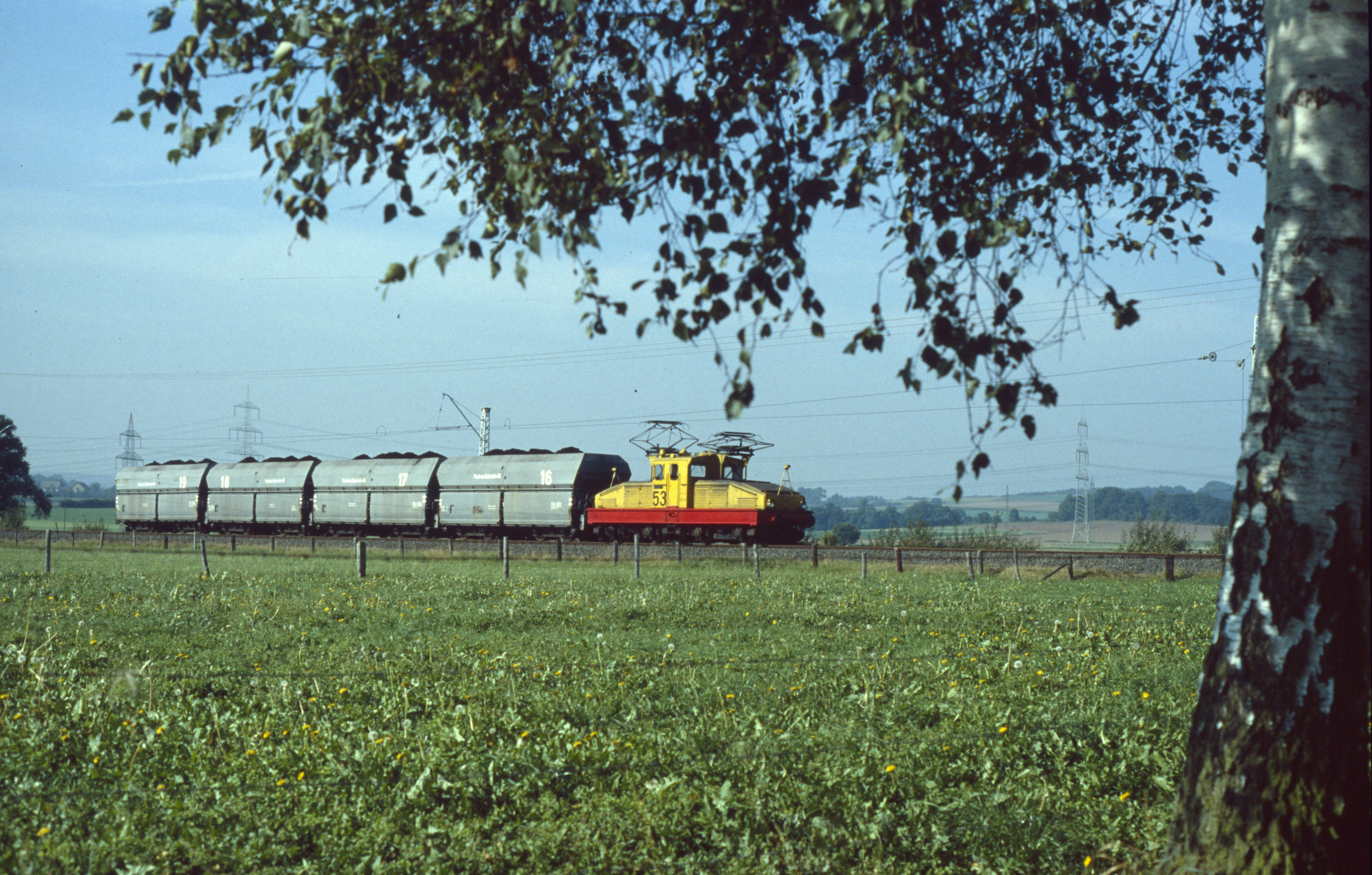
1987 war die Leitung im Abschnitt Aschaffenburg–Borken (im Hintergrund links) noch durchgehend und im 220-kV-Betrieb

Die Verbindung Aschaffenburg–Kelsterbach existierte in ihrer ursprünglichen Form bis etwa 2003, als das Umspannwerk Aschaffenburg in eine 380-kV-Anlage umgebaut wurde. Zwischen dem Umspannwerk Urberach und Babenhausen sowie auf einem kurzen Abschnitt zwischen Stockstadt und Aschaffenburg wurde die Leitung demontiert, der Abschnitt Babenhausen–Stockstadt trägt heute eine einkreisige 110-kV-Leitung. Zwischen Urberach und Kelsterbach existiert die Originalleitung noch mit einem 220-kV-Stromkreis, wurde aber im Zuge des Baus der Landebahn Nordwest und dem damit einhergehenden Umbau des Umspannwerks Kelsterbach in eine 380-kV-Anlage auf einem Teilstück verkabelt und an die weiter zum Umspannwerk des Industrieparks Höchst führende Leitung durchgebunden.

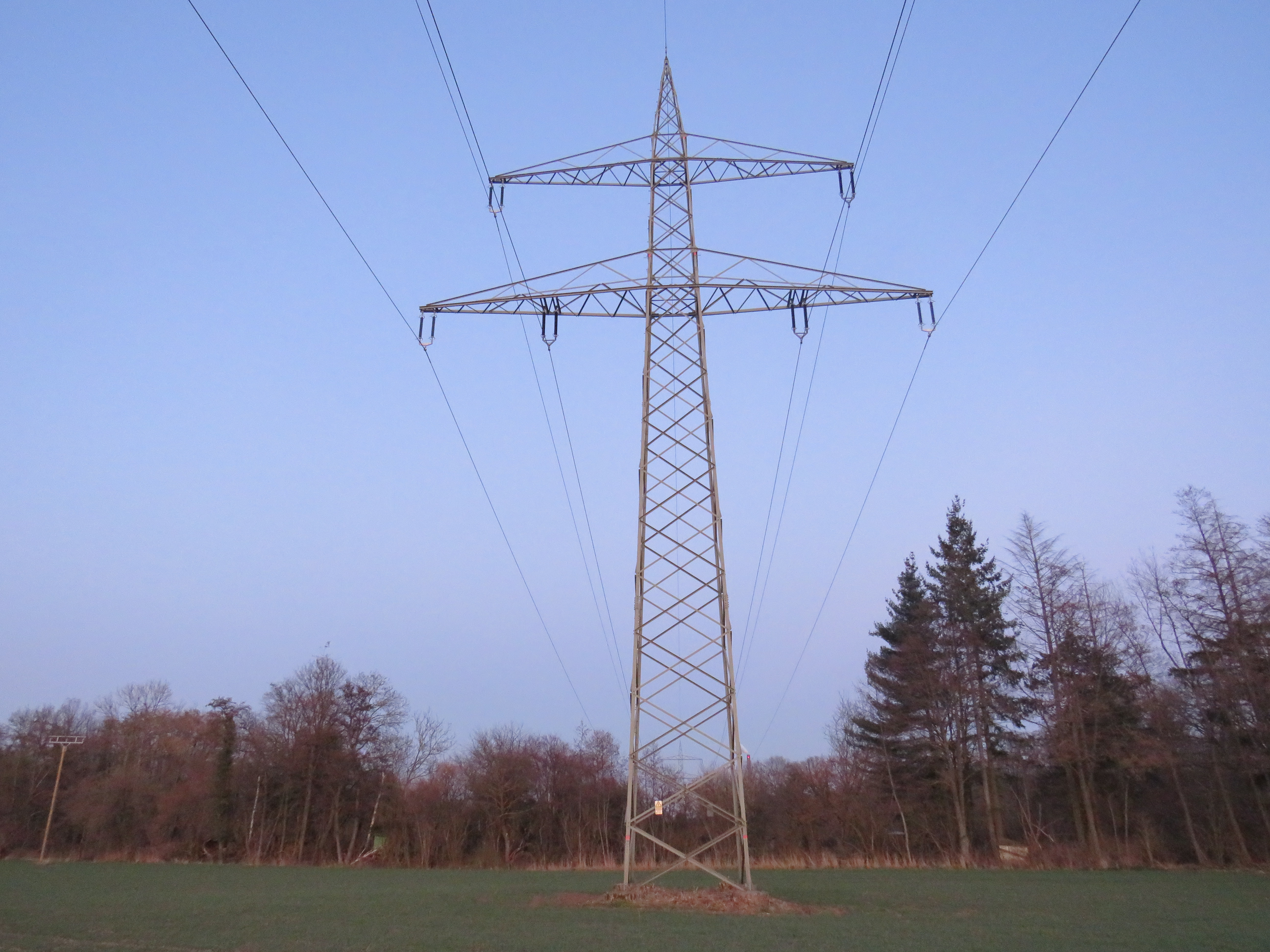
Originalmast im ehemaligen Abschnitt Aschaffenburg–Kelsterbach bei Stockstadt, heute 110 kV
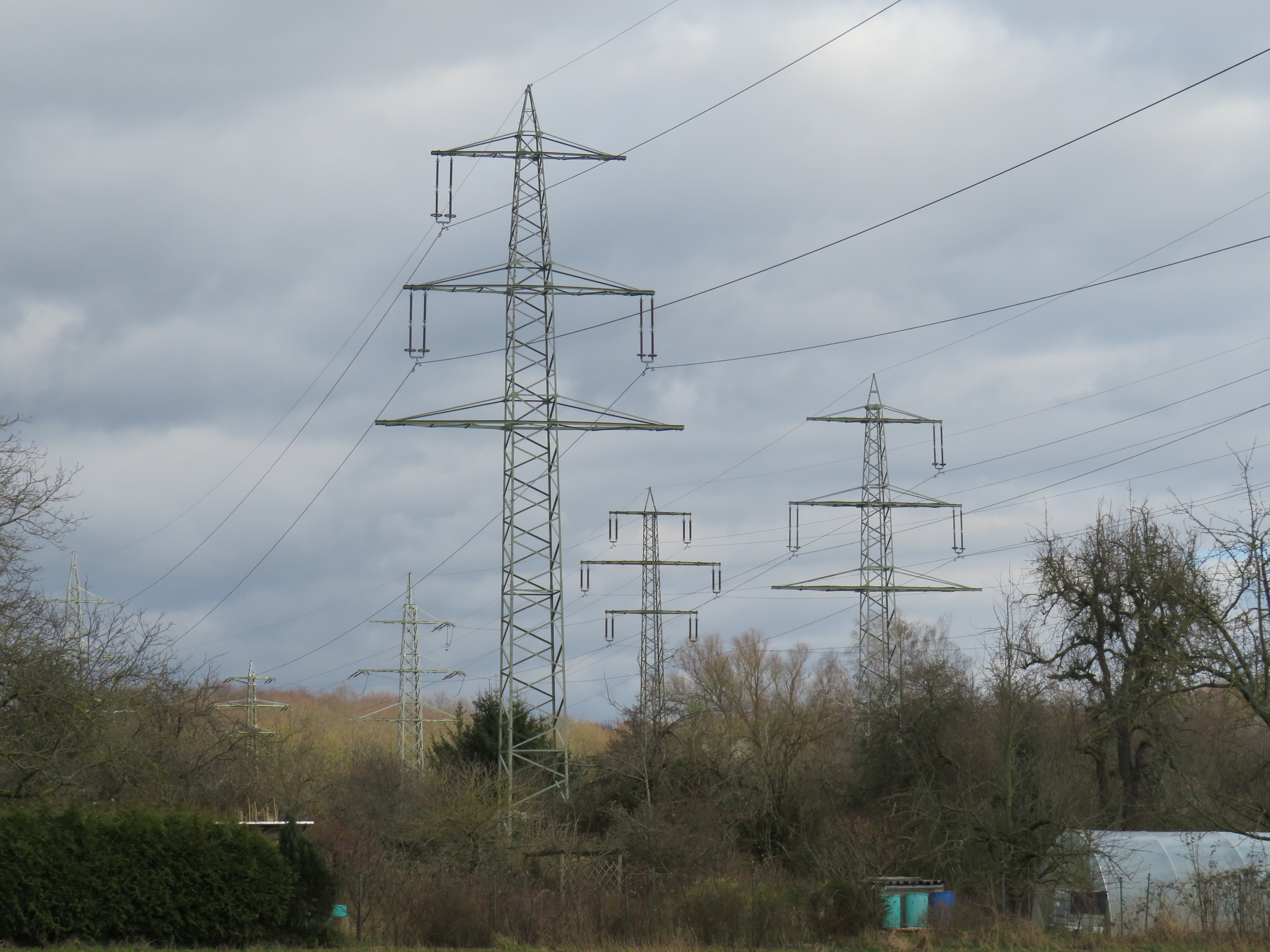
Tragmast auf hessischer Seite (RWE-Bauart)
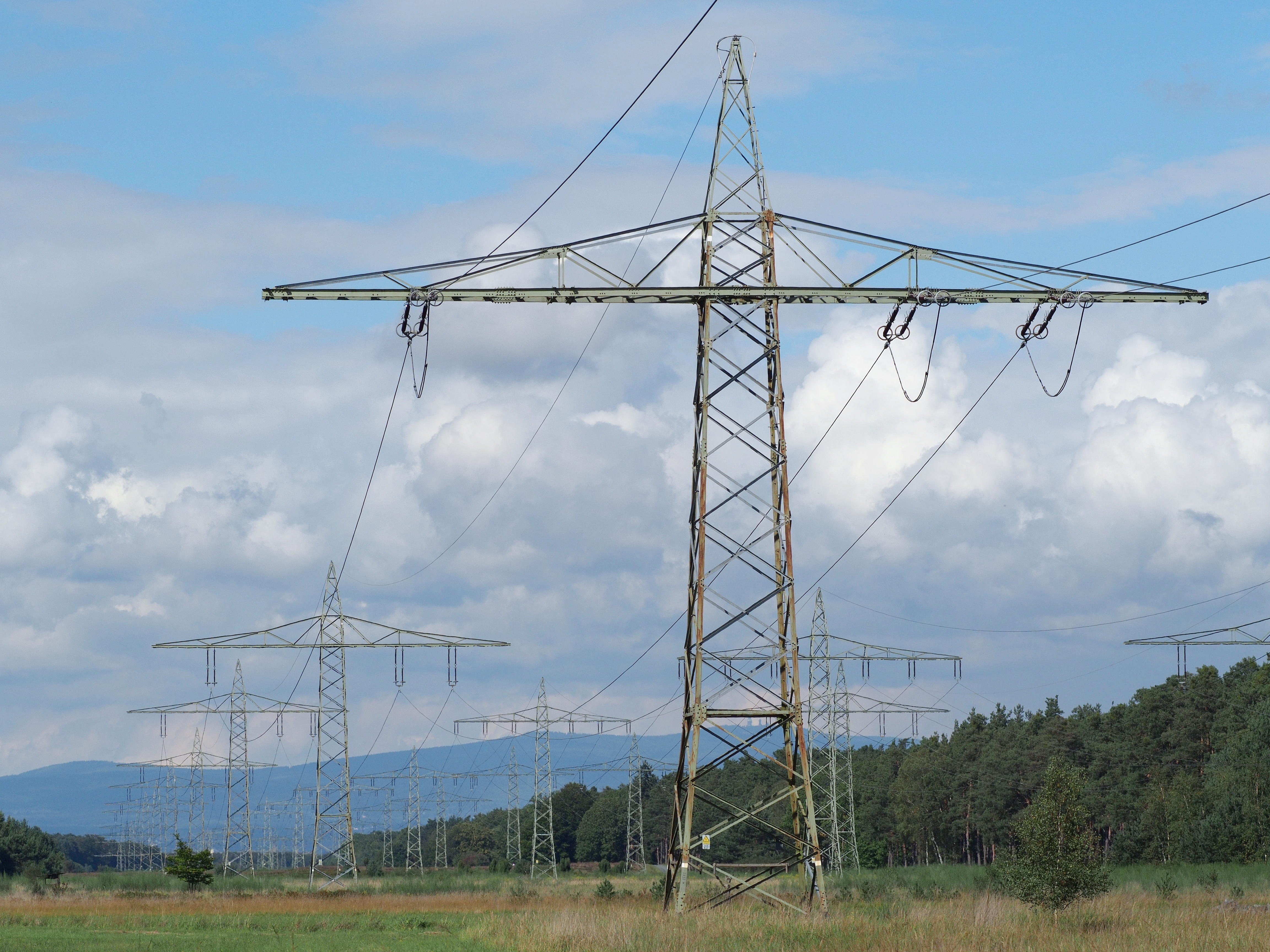
Niedrige Masten westlich des Frankfurter Flughafens
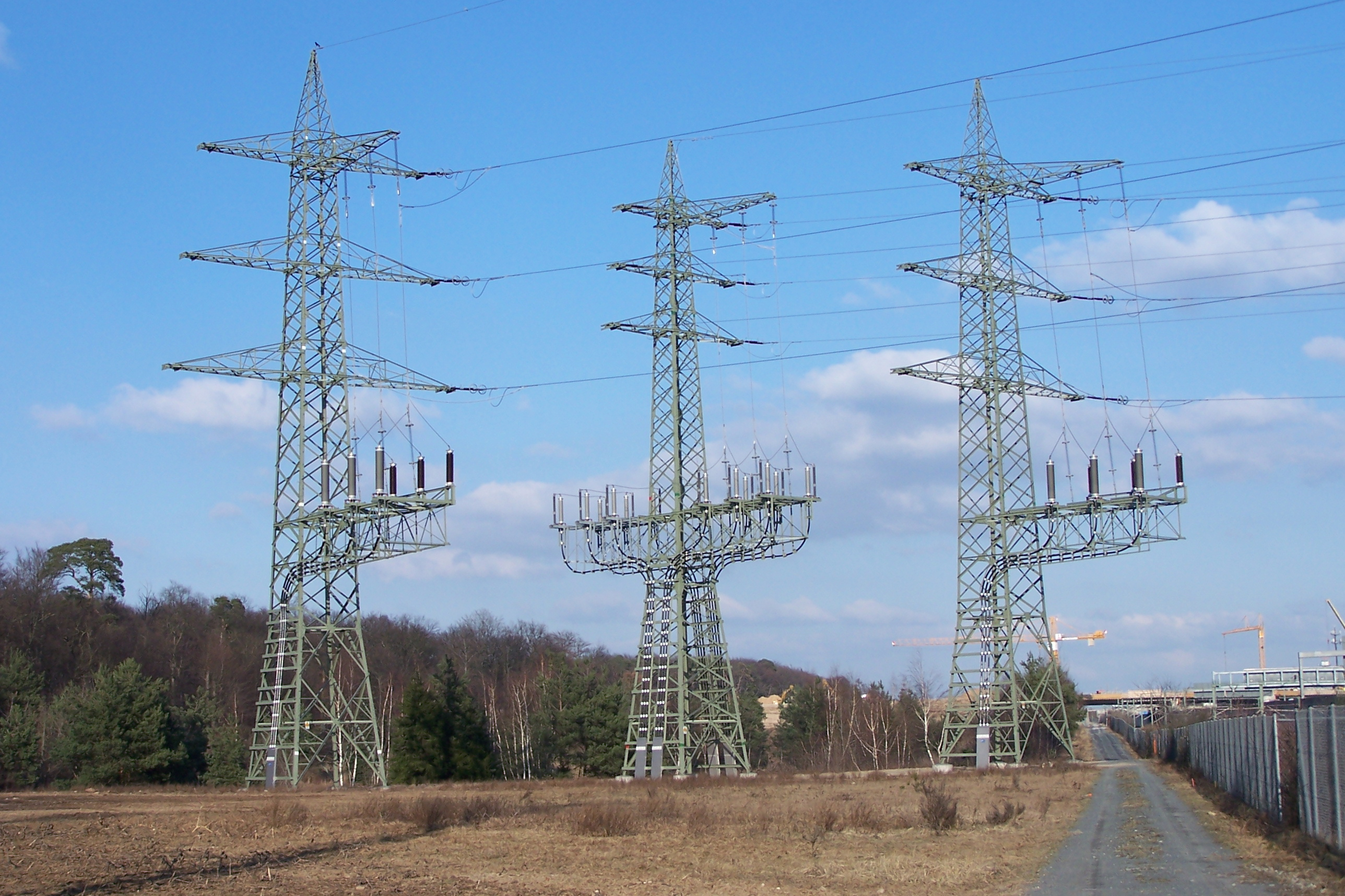
Kabelendmast an der Landebahn Nordwest

Die Leitung wird heute im Abschnitt Ludersheim–Großkrotzenburg von TenneT TSO und im Abschnitt Lauterbach–Borken von Avacon betrieben. Die noch bestehenden Teilstücke zwischen Aschaffenburg und Kelsterbach gehören Westnetz (110 kV) bzw. Amprion (220 kV). Geplant ist derzeit der Ausbau zwischen Raitersaich und Ludersheim auf 380 kV mit Fortführung in der bestehenden Trasse der ehemaligen Reichssammelschiene bis nach Altheim (Juraleitung).